# Kazuaki Yoshinaga
Kazuaki Yoshinaga (吉永 一明 Yoshinaga Kazuaki?, nacido el 17 de marzo de 1968 en Kitakyūshū, Fukuoka) es un exfutbolista japonés.

## Clubes

### Como entrenador
| Club                     | País     | Año         |
| ------------------------ | -------- | ----------- |
| Albirex Niigata Singapur | Singapur | 2017 - 2018 |
| Albirex Niigata          | Japón    | 2019 -      |